# Ministre de la Justice (Irlande)
Pour les articles homonymes, voir Ministre de la Justice.
Le ministre de la Justice (en anglais : Minister for Justice, en irlandais : An tAire Dlí agus Cirt) est le ministre chargé du département de la Justice au sein du gouvernement de l'Irlande.

## Histoire
De 1919 à 1923, le responsable de la justice porte le titre de « ministre des Affaires intérieures » (Minister for Home Affairs). En 1997, le portefeuille du ministre de la Justice de l'époque est fusionné avec celui du ministre de l'Égalité et de la Réforme du droit. Le titre devient « ministre de la Justice et de l'Égalité » en 2011, « ministre de la Justice » en 2020 et « ministre de la Justice, des Affaires intérieures et des Migrations » depuis 2025.

## Liste des ministres
- Ministre par intérim.

| Ministre des Affaires intérieures 1919 – 1924                                  |                             |                   |                  |       |                          |                                                              |
| N°                                                                             | Nom                         | Période           | Période          | Parti | Parti                    | Gouvernement(s)                                              |
| 1                                                                              | Michael Collins             | 22 janvier 1919   | 1 avril 1919     |       | Sinn Féin                | 1er                                                          |
| 2                                                                              | Arthur Griffith             | 2 avril 1919      | 26 août 1921     |       | Sinn Féin                | 2e                                                           |
| 3                                                                              | Austin Stack                | 26 août 1921      | 9 janvier 1922   |       | Sinn Féin                | 3e                                                           |
| 4                                                                              | Eamonn Duggan               | 10 janvier 1922   | 9 septembre 1922 |       | Sinn Féin (pro-traité)   | 4e · 1er gouvernement provisoire                             |
| 5                                                                              | Kevin O'Higgins             | 30 août 1922      | 2 juin 1924      |       | Cumann na nGaedheal      | 2e gouvernement provisoire · 5e · 1er et 2e Conseil exécutif |
| Ministre de la Justice 1924 - 1997                                             |                             |                   |                  |       |                          |                                                              |
| N°                                                                             | Nom                         | Période           | Période          | Parti | Parti                    | Gouvernement(s)                                              |
|                                                                                | Kevin O'Higgins             | 2 juin 1924       | 10 juillet 1927  |       | Cumann na nGaedheal      | 2e et 3e Conseil exécutif                                    |
| 6                                                                              | W. T. Cosgrave              | 10 juillet 1927   | 12 octobre 1927  |       | Cumann na nGaedheal      | 3e Conseil exécutif                                          |
| 7                                                                              | James FitzGerald-Kenney     | 12 octobre 1927   | 9 mars 1932      |       | Cumann na nGaedheal      | 4e et 5e Conseil exécutif                                    |
| 8                                                                              | James Geoghegan             | 9 mars 1932       | 8 février 1933   |       | Fianna Fáil              | 6e Conseil exécutif                                          |
|                                                                                | P. J. Ruttledge             | 8 février 1933    | 8 septembre 1939 |       | Fianna Fáil              | 7e et 8e Conseil exécutif · 1er · 2e                         |
| 10                                                                             | Gerald Boland (1re période) | 8 septembre 1939  | 18 février 1948  |       | Fianna Fáil              | 2e · 3e · 4e                                                 |
| 11                                                                             | Seán Mac Eoin               | 18 février 1948   | 7 mars 1951      |       | Fine Gael                | 5e                                                           |
| 12                                                                             | Daniel Morrissey            | 7 mars 1951       | 13 juin 1951     |       | Fine Gael                | 5e                                                           |
|                                                                                | Gerald Boland (2e période)  | 13 juin 1951      | 2 juin 1954      |       | Fianna Fáil              | 6e                                                           |
| 13                                                                             | James Everett               | 2 juin 1954       | 20 mars 1957     |       | Parti travailliste       | 7e                                                           |
| 14                                                                             | Oscar Traynor               | 20 mars 1957      | 11 octobre 1961  |       | Fianna Fáil              | 8e · 9e                                                      |
| 15                                                                             | Charles Haughey             | 11 octobre 1961   | 8 octobre 1964   |       | Fianna Fáil              | 10e                                                          |
| 16                                                                             | Seán Lemass (par intérim)   | 8 octobre 1964    | 3 novembre 1964  |       | Fianna Fáil              | 10e                                                          |
| 17                                                                             | Brian Lenihan Snr           | 3 novembre 1964   | 26 mars 1968     |       | Fianna Fáil              | 10e · 11e · 12e                                              |
| 18                                                                             | Micheál Ó Móráin            | 27 mars 1968      | 5 mai 1970       |       | Fianna Fáil              | 12e · 13e                                                    |
| 19                                                                             | Desmond O'Malley            | 5 mai 1970        | 14 mars 1973     |       | Fianna Fáil              | 13e                                                          |
| 20                                                                             | Patrick Cooney              | 14 mars 1973      | 5 juillet 1977   |       | Fine Gael                | 14e                                                          |
| 21                                                                             | Gerry Collins (1re période) | 5 juillet 1977    | 30 juin 1981     |       | Fianna Fáil              | 15e · 16e                                                    |
| 22                                                                             | Jim Mitchell                | 30 juin 1981      | 9 mars 1982      |       | Fine Gael                | 17e                                                          |
| 23                                                                             | Seán Doherty                | 9 mars 1982       | 14 décembre 1982 |       | Fianna Fáil              | 18e                                                          |
| 24                                                                             | Michael Noonan              | 14 décembre 1982  | 14 février 1986  |       | Fine Gael                | 19e                                                          |
| 25                                                                             | Alan Dukes                  | 14 février 1986   | 10 mars 1987     |       | Fine Gael                | 19e                                                          |
|                                                                                | Gerry Collins (2e mandat)   | 10 mars 1987      | 12 juillet 1989  |       | Fianna Fáil              | 20e                                                          |
| 26                                                                             | Ray Burke                   | 12 juillet 1989   | 11 février 1992  |       | Fianna Fáil              | 21e                                                          |
| 27                                                                             | Pádraig Flynn               | 11 février 1992   | 4 janvier 1993   |       | Fianna Fáil              | 22e                                                          |
| 28                                                                             | Máire Geoghegan-Quinn       | 4 janvier 1993    | 15 décembre 1994 |       | Fianna Fáil              | 23e                                                          |
| 29                                                                             | Nora Owen                   | 15 décembre 1994  | 26 juin 1997     |       | Fine Gael                | 24e                                                          |
| 30                                                                             | John O'Donoghue             | 26 juin 1997      | 8 juillet 1997   |       | Fianna Fáil              | 25e                                                          |
| Ministre de la Justice, de l'Égalité et de la Réforme de la loi 1997 – 2010    |                             |                   |                  |       |                          |                                                              |
| N°                                                                             | Nom                         | Période           | Période          | Parti | Parti                    | Gouvernement(s)                                              |
|                                                                                | John O'Donoghue             | 8 juillet 1997    | 6 juin 2002      |       | Fianna Fáil              | 25e                                                          |
| 31                                                                             | Michael McDowell            | 6 juin 2002       | 14 juin 2007     |       | Démocrates progressistes | 26e                                                          |
| 32                                                                             | Brian Lenihan, Jnr          | 14 juin 2007      | 7 mai 2008       |       | Fianna Fáil              | 27e                                                          |
| 33                                                                             | Dermot Ahern                | 7 mai 2008        | 23 mars 2010     |       | Fianna Fáil              | 28e                                                          |
| Ministre de la Justice et de la Réforme de la loi 2010–2011                    |                             |                   |                  |       |                          |                                                              |
| N°                                                                             | Nom                         | Période           | Période          | Parti | Parti                    | Gouvernement(s)                                              |
|                                                                                | Dermot Ahern                | 23 mars 2010      | 19 janvier 2011  |       | Fianna Fáil              | 28e                                                          |
| 34                                                                             | Brendan Smith               | 20 janvier 2011   | 9 mars 2011      |       | Fianna Fáil              | 28e                                                          |
| 35                                                                             | Alan Shatter                | 9 mars 2011       | 2 avril 2011     |       | Fine Gael                | 29e                                                          |
| Ministre de la Justice et de l'Égalité 2011-2020                               |                             |                   |                  |       |                          |                                                              |
| N°                                                                             | Nom                         | Période           | Période          | Parti | Parti                    | Gouvernement(s)                                              |
|                                                                                | Alan Shatter                | 2 avril 2011      | 7 mai 2014       |       | Fine Gael                | 29e                                                          |
| 36                                                                             | Frances Fitzgerald          | 8 mai 2014        | 14 juin 2017     |       | Fine Gael                | 29e · 30e                                                    |
| 37                                                                             | Charles Flanagan            | 14 juin 2017      | 27 juin 2020     |       | Fine Gael                | 31e                                                          |
| Ministre de la Justice 2020-2025                                               |                             |                   |                  |       |                          |                                                              |
| N°                                                                             | Nom                         | Période           | Période          | Parti | Parti                    | Gouvernement(s)                                              |
| 38                                                                             | Helen McEntee               | 27 juin 2020      | 27 avril 2021    |       | Fine Gael                | 32e                                                          |
| 39                                                                             | Heather Humphreys           | 27 avril 2021     | 31 octobre 2021  |       | Fine Gael                | 32e                                                          |
|                                                                                | Helen McEntee               | 1er novembre 2021 | 25 novembre 2022 |       | Fine Gael                | 32e                                                          |
|                                                                                | Heather Humphreys           | 25 novembre 2022  | 17 décembre 2022 |       | Fine Gael                | 32e                                                          |
| 40                                                                             | Simon Harris                | 17 décembre 2022  | 1er juin 2023    |       | Fine Gael                | 33e                                                          |
|                                                                                | Helen McEntee               | 1er juin 2023     | 23 janvier 2025  |       | Fine Gael                | 33e - 34e                                                    |
| Ministre de la Justice, des Affaires intérieures et des Migrations depuis 2025 |                             |                   |                  |       |                          |                                                              |
| N°                                                                             | Nom                         | Période           | Période          | Parti | Parti                    | Gouvernement(s)                                              |
| 41                                                                             | Jim O'Callaghan             | 23 janvier 2025   | en cours         |       | Fianna Fáil              | 35e                                                          |

Notes
1. ↑  Il porte le titre de secrétaire d'État pour les Affaires intérieures.
2. ↑  Il est également président du Conseil exécutif de l'État libre d'Irlande.
3. ↑  Il est également ministre des Communications du 31 mars 1987 au 6 février 1991.
4. ↑  Il est également ministre de l'Agriculture, de la Pêche et de l'Alimentation.
5. 1 2  Il est également ministre de la Défense.
6. ↑  Elle est en congé maternité du 27 avril au 31 octobre 2021 et depuis le 25 novembre 2022

### Sources
- (en) Cet article est partiellement ou en totalité issu de l’article de Wikipédia en anglais intitulé « Minister for Justice and Equality » (voir la liste des auteurs).